# 2MASS J1540-5101
2MASS J1540-5101 – czerwony karzeł reprezentujący typ widmowy M7, położony około 17,3 roku świetlnego od Słońca. Należy do gwiazd bliskich Ziemi i jest najbliższym obiektem astronomicznym z gwiazdozbioru Węgielnicy.

## Nazwa
Skrótowiec „2MASS” pochodzi od przeglądu nieba Two Micron All-Sky Survey, przeprowadzonego w zakresie bliskiej podczerwieni, dzięki któremu odnaleziono ten obiekt. Liczby w nazwie oznaczają współrzędne astronomiczne tego ciała niebieskiego.

## Charakterystyka
Ta słaba gwiazda nie jest widoczna gołym okiem i mimo bliskości w przestrzeni, została odkryta dopiero w 2014 roku. Odkrycia dokonali niezależnie i opublikowali Kirkpatrick et al. oraz Pérez Garrido et al.. Jest to gwiazda o masie zaledwie 9% masy Słońca i temperaturze około 2600 K. W jej widmie emisyjnym nie ma linii litu, co potwierdza, że nie jest to brązowy karzeł.
Początkowo sądzono, że jest on położony bliżej, około 14 lat świetlnych od Słońca, ale precyzyjniejsze dane uzyskane przez sondę Gaia pozwoliły dokładniej określić jego paralaksę i stwierdzić, że znajduje się dalej.